# Велешин
Велешин (чеськ. Velešín, нім. Weleschin) — місто у Чехії, в окрузі Чеський Крумлов Південночеського краю. Розташоване в історичній області Богемія за 8 км на схід від адміністративного центру міста Чеський Крумлов і за 140 км на південь від Праги на західному березі річки Малше. Муніципалітет з розширеними повноваженнями, який включає в себе такі населені пункти, як Велешин, Бор, Голков, Ходеч, Скршидла.
Поруч з Велешином проходить Європейський автошлях E55.

## Історія

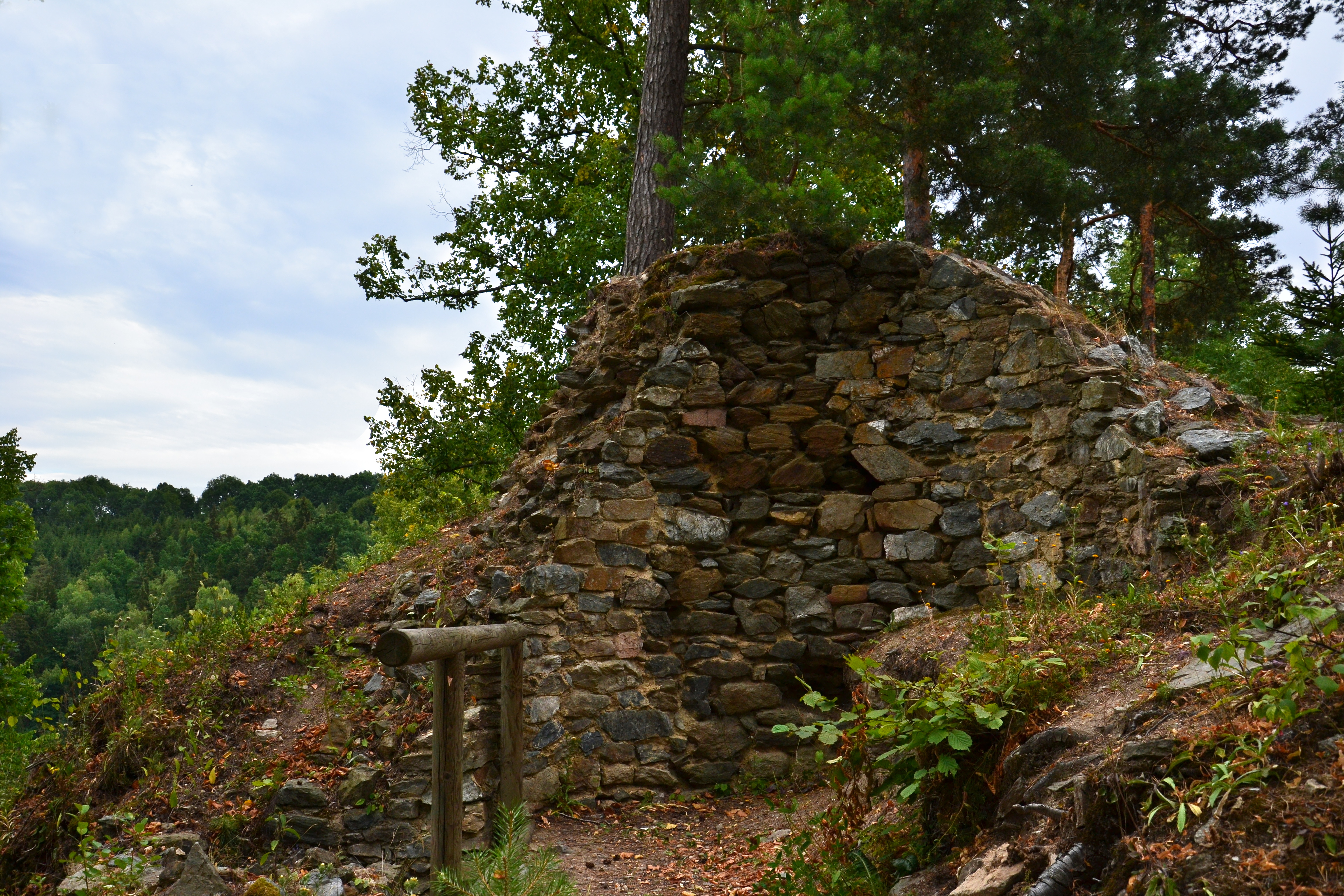
Руїни замку Велешин XIII століття

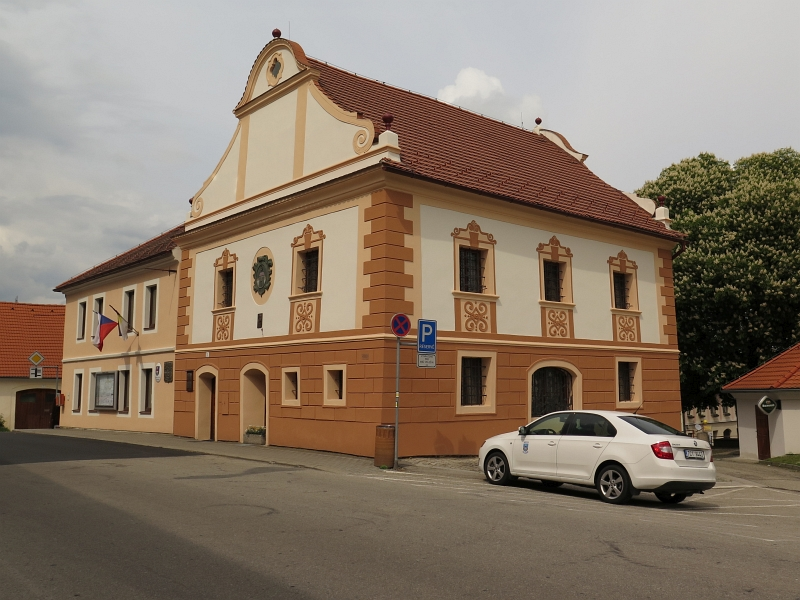
Міська ратуша

Перша згадка про Велешин (точніше, про пана Велешина) міститься в грамоті, виданій 26 червня 1266. У ній йдеться про те, що Чеч з Велешина (Чеч з Будейовіце), власник замку Велешин, разом зі своєю дружиною Гізелою фон Куенрінг дарували певні земельні маєтки Цветльскому абатству.
Поселення Велешин засновано в XIII столітті у зв'язку з будівництвом королівського замку на мисі над річкою Малше, яке проводив або король Пршемисл Оттокар I або Вацлав I у першій третині XIII століття. Поселення  виникло на протилежному боці річки. Король Пршемисл Оттокар II в 1265 передав замок і селище Велешин Чечу з Будейовице в обмін на землі навколо заснованого королем міста Чеське Будейовіце. Чеч  продав Велешин Бенешу Гордому з роду Марквартовичів, який після цього прийняв предикат «з Велешина». 
Незабаром король Пршемисл Отакар II вилучив замок і селище у королівське володіння, проте 28 серпня 1283 король Вацлав II повернув Велешинське панство Яну I з Михаловіц, синові Бенеша Гордого.
У 1387 Ян IV з Михаловіц продав збільшене територіально Велешинське панство Ольдржіху I з Рожмберка, у володінні нащадків якого Велешин перебував до 1611. При панах із Рожмберка статус Велешина був підвищений до містечка з правом влаштовувати ринки; в цей же період почав використовуватися міський герб Велешина  .

## Пам'ятки

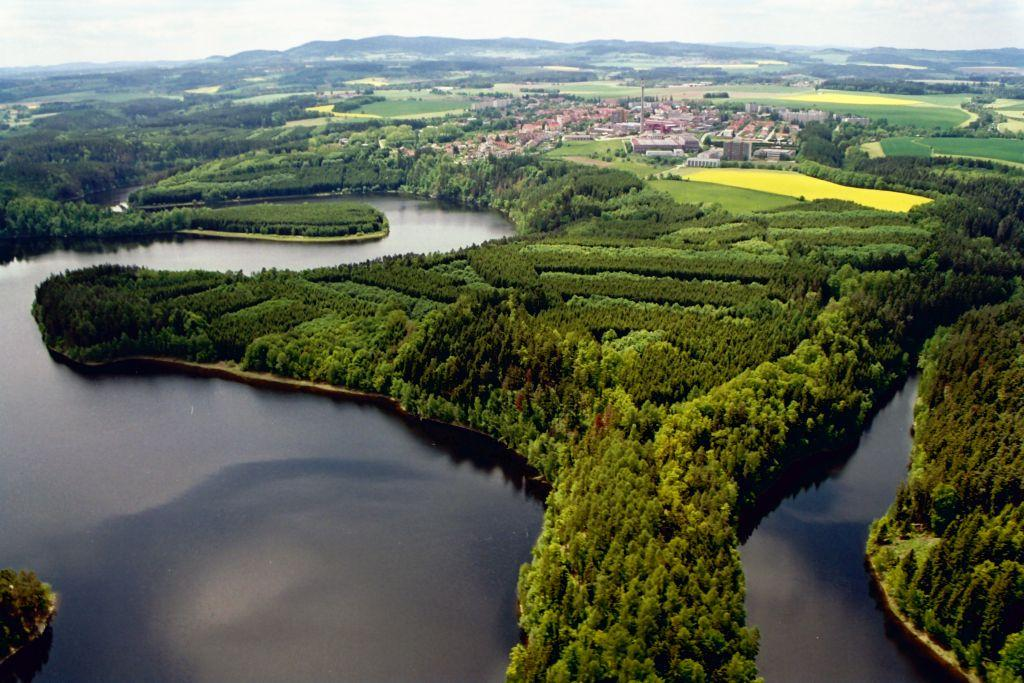

- Руїни замку Велешин XIII століття, який постраждав від нападу таборитів під час Гуситських воєн (1419—1434)
- Костел Святого Филипа і Якова XIII століття
- Костел Святого Вацлава
- Марійська колона в стилі бароко
- Ратуша, побудована в 1611

## Економіка
У місті знаходиться спільне підприємство JIHOSTROJ Велешин, відомий виробник гідравлічних пристроїв і систем управління для авіаційної і автомобільної промисловості, основний акціонер JAWA Moto spol. s r.o. (знаменитої фірми, що виробляє мотоцикли «ЯВА»).

## Населення
| Рік  | Чисельність | Чисельність |
| ---- | ----------- | ----------- |
| 1869 | 1551        | [ 8 ]       |
| 1880 | 1546        | [ 8 ]       |
| 1890 | 1620        | [ 8 ]       |
| 1900 | 1542        | [ 8 ]       |
| 1910 | 1452        | [ 8 ]       |
| 1921 | 1495        | [ 8 ]       |
| 1930 | 1443        | [ 8 ]       |

| Рік  | Чисельність | Чисельність |
| ---- | ----------- | ----------- |
| 1950 | 1357        | [ 8 ]       |
| 1961 | 1842        | [ 8 ]       |
| 1970 | 2103        | [ 8 ]       |
| 1980 | 2956        | [ 8 ]       |
| 1991 | 3509        | [ 8 ]       |
| 2001 | 4027        | [ 8 ]       |
| 2014 | 3904        | [ 9 ]       |

| Рік  | Чисельність | Чисельність |
| ---- | ----------- | ----------- |
| 2016 | 3913        | [ 10 ]      |
| 2017 | 3877        | [ 11 ]      |
| 2018 | 3869        | [ 12 ]      |
| 2019 | 3899        | [ 13 ]      |
| 2020 | 3902        | [ 14 ]      |
| 2021 | 3878        | [ 15 ]      |
| 2021 | 3778        | [ 16 ]      |

| Рік  | Чисельність | Чисельність |
| ---- | ----------- | ----------- |
| 2022 | 3796        | [ 17 ]      |
| 2023 | 3892        | [ 18 ]      |
| 2024 | 3866        | [ 19 ]      |
| 2025 | 3861        | [ 4 ]       |

| Рік  | Чисельність | Чисельність |
| ---- | ----------- | ----------- |
| 1869 | 1551        | [ 8 ]       |
| 1880 | 1546        | [ 8 ]       |
| 1890 | 1620        | [ 8 ]       |
| 1900 | 1542        | [ 8 ]       |
| 1910 | 1452        | [ 8 ]       |
| 1921 | 1495        | [ 8 ]       |
| 1930 | 1443        | [ 8 ]       |

| Рік  | Чисельність | Чисельність |
| ---- | ----------- | ----------- |
| 1950 | 1357        | [ 8 ]       |
| 1961 | 1842        | [ 8 ]       |
| 1970 | 2103        | [ 8 ]       |
| 1980 | 2956        | [ 8 ]       |
| 1991 | 3509        | [ 8 ]       |
| 2001 | 4027        | [ 8 ]       |
| 2014 | 3904        | [ 9 ]       |

| Рік  | Чисельність | Чисельність |
| ---- | ----------- | ----------- |
| 2016 | 3913        | [ 10 ]      |
| 2017 | 3877        | [ 11 ]      |
| 2018 | 3869        | [ 12 ]      |
| 2019 | 3899        | [ 13 ]      |
| 2020 | 3902        | [ 14 ]      |
| 2021 | 3878        | [ 15 ]      |
| 2021 | 3778        | [ 16 ]      |

| Рік  | Чисельність | Чисельність |
| ---- | ----------- | ----------- |
| 2022 | 3796        | [ 17 ]      |
| 2023 | 3892        | [ 18 ]      |
| 2024 | 3866        | [ 19 ]      |
| 2025 | 3861        | [ 4 ]       |

|  |